# Holocaust Survivor Band
Die Holocaust Survivor Band ist ein Musikduo, das aus den beiden Shoa-Überlebenden Saul Dreier am Schlagzeug und Reuwen „Ruby“ Sosnowicz am Akkordeon besteht; 2020 erschien ein englischsprachiger Dokumentarfilm über die Band, der unter der Regie von Tod Lending gedreht wurde.

## Geschichte
Die Holocaust Survivor Band wurde im Sommer 2014 von den beiden damals bereits weit über achtzigjährigen Männern gegründet, die beide in Boca Raton in Florida wohnten. Schon in ihrem ersten Jahr hatten sie Auftritte nicht nur in örtlichen Altenheimen und Synagogen, sondern auch im Venetian Hotel in Las Vegas. Die Band hat neben jüdischer Musik auch spanische und englische Musikstücke in ihrem Repertoire und richtet sich bei der Musikauswahl für ihre Auftritte nach ihrem Publikum. Saul Dreier und Reuwen Sosnowicz spielen auch mit anderen Musikern zusammen und engagieren bis zu sechs zusätzliche Musiker für manche Gelegenheiten. Weiter gibt es Kooperationen der Band mit bekannten jüdischen Sängern, wie Dudu Fisher oder Lipa Schmeltzer. Mit Gad Elbaz gemeinsam nahmen sie ein Musikvideo am Brandenburger Tor auf.
Saul Dreier sagt, dass er seine ersten musikalischen Versuche mit Löffeln und Trommeln als Rhythmusinstrumenten im Konzentrationslager machte, wo die Musik für die psychische Verfassung der Insassen wichtig war. Er berichtet auch, dass er 60 Jahre lang kein Musikinstrument mehr gespielt hatte, bevor er durch die Nachricht vom Tod Alice Herz-Sommers dazu angeregt wurde, eine Klezmer-Band zu gründen.

## Privates

### Saul Dreier
Saul Dreier wurde am 29. April 1925 in Krakau geboren. 1944 wurde er verhaftet und in den Lagern Plaszow und Auschwitz, schließlich in Mauthausen inhaftiert. In Plaszow arbeitete er in der Fabrik von Oskar Schindler. Dreier wurde 1945 in Linz befreit.

„Eines Tages kam ein Lastwagen mit einem Klavier und einem Schlagzeug an. Der Direktor des Lagers fragte, wer das Klavier spielen wolle, und ein Mann aus Jugoslawien hob die Hand. Niemand wollte das Schlagzeug spielen, also meldete ich mich freiwillig.“

1949 wanderte er in die Vereinigten Staaten aus. Zunächst lebte er in New York, schließlich setzte er sich in Südflorida zur Ruhe.  Im Jahr 2016 verstarb seine Frau Clara, mit der er 58 Jahre lang verheiratet war.

### Reuwen Sosnowicz
Reuwen „Ruby“ Sosnowicz stammt aus Warschau und wurde während des Zweiten Weltkriegs mit seiner Familie in das Warschauer Ghetto eingewiesen, aus dem er fliehen konnte. Er entkam der Verhaftung, indem er sich in der Scheune eines polnischen Bauern versteckte, der ihn unterstützte und mit Lebensmitteln versorgte. Nach dem Krieg landete er in einem Displaced Persons Camp in Deutschland, wo er das Musizieren lernte und sein erstes Akkordeon erwarb. Sosnowicz wanderte nach Israel aus und diente in der israelischen Armee. Dort  gründete er eine Band. Später zog er nach Montreal und ließ sich schließlich in den Vereinigten Staaten nieder, wo er weiterhin als professioneller Musiker tätig war. Er spielte auf Partys im Norden New Yorks und hatte sogar einen Auftritt im Studio 54.

## Film
Im Jahr 2020 erschien ein englischsprachiger Dokumentarfilm über die Holocaust Survivor Band, Regie führte Tod Lending. Der Film besteht aus Aufnahmen, die im Verlauf von vier Jahren gedreht wurden.
Der Dokumentarfilm eröffnete das Miami Jewish Film Festival am 9. Januar 2020 im Aventura Arts & Cultural Center. „Obwohl ich Jude bin, habe ich noch nie eine Geschichte mit jüdischem Thema gemacht“, sagte Lending, der aus Chicago stammt gegenüber dem Miami Herald. „Ich habe mich immer gefragt, ob ich jemals einen Film machen würde, der eine Verbindung zu meiner eigenen Herkunft und Geschichte hat“. Der Film wurde mit dem Grand Jury Prize des Miami Jewish Film Festivals ausgezeichnet und erhielt den Audience Award des Atlanta Jewish Film Festivals. Auf beiden Festivals gab es begleitend Live-Auftritte der Band.